# Пулмологија
Пулмологија је грана медицине која се бави болестима плућа и органа за дисање. Лекар специјалиста пулмологије назива се пулмонолог. Овај термин је изведен из латинске речи pulmō, pulmōnis („плућа”) и грчког суфикса -λογία, -logia (студија).  Пулмологија је синонимна са пнеумологијом (од грчког πνεύμων („плућа”) и -λογία), пнеумофтизиологијом (као и претходно, са додатим грчким кореном -φθίσις- „сушица”), респирологијом и респираторном медицином.
Пулмологија је позната као грудна и респираторна медицина у неким земљама и областима. Пулмологија се сматра граном интерне медицине, и сродна је са медицином интензивне неге. Пулмологија често укључује управљање пацијентима којима је потребна животна подршка и механичка вентилација. Пулмолози су посебно обучени за болести и стања грудног коша, нарочито пнеумонију, астму, туберкулозу, емфизему и компликоване инфекције грудног коша.

## Историја пулмологије
Једно од првих великих открића релевантних за област пулмологије било је откриће плућне циркулације. Првобитно се сматрало да крв која допире до десне стране срца пролази кроз мале 'поре' у септуму у леву страну да би се оксигенисала, као што је теоретисао Гален; међутим, откриће плућне циркулације оповргава ову теорију, која је раније била прихваћена од 2. века. Анатомиста и физиолог из тринаестог века Ибн ал-Нафис је тачно теоретисао да не постоји 'директан' пролаз између две стране (вентрикула) срца. Он је веровао да је крв морала проћи кроз плућну артерију, кроз плућа и назад у срце да би се пумпала по телу. Многи верују да је ово први научни опис плућне циркулације.
Иако је плућна медицина тек 1950-их почела да се развија као медицинска специјалност, Вилијам Велч и Вилијам Ослер су основали 'родитељску' организацију Америчког торакалног друштва Националне асоцијације за проучавање и превенцију туберкулозе. Нега, лечење и проучавање туберкулозе плућа је призната као посебна дисциплина, фтизиологија. Када је ова специјалност почела да се развија, дошло је до неколико открића која повезују респираторни систем и мерење гасова у артеријској крви, привлачећи све више лекара и истраживача у ову област у развоју.

## Пулмологија и њен значај у другим медицинским областима
Хирургију респираторног тракта углавном спроводе специјалисти за кардиоторакалну хирургију (или торакалну хирургију), мада мање захвате могу да обављају пулмолози. Пулмологија је блиско повезана са медицином интензивне неге када се ради са пацијентима којима је потребна механичка вентилација. Као резултат тога, многи пулмолози су сертификовани да практикују медицину критичне неге поред плућне медицине. Постоје програми стипендирања који омогућавају лекарима да истовремено постану сертификовани у области плућне и критичне медицине. Интервентна пулмологија је релативно нова област у оквиру плућне медицине која се бави употребом процедура као што су бронхоскопија и плеуроскопија за лечење неколико плућних болести. Интервентна пулмологија је све више препозната као специфична медицинска специјалност.

## Дијагноза
Пулмолог започиње дијагностички процес општим прегледом који се фокусира на:
- наследне болести које утичу на плућа (цистична фиброза,[15] недостатак алфа 1-антитрипсина)
- изложеност токсичним материјама (дувански дим,[16] азбест, издувни гасови, испарења из рудника угља, аеросол е-цигарета,[17])
- изложеност инфективним агенсима (одређене врсте птица, прерада слада)
- аутоимуна дијатеза која може довести до одређених стања (плућна фиброза, плућна хипертензија)

Физичка дијагностика је важна као и у другим областима медицине.
- Инспекција шака на знаке цијанозе или деформације ноктију, зид грудног коша и брзину дисања.
- Палпација цервикалних лимфних чворова, кретање трахеје и грудног зида.
- Перкусија плућних поља за тупост или хиперрезонанцију.
- Аускултација (са стетоскопом) плућних поља за смањене или необичне звукове даха.
  - Пуцкетање или шумови који се чују преко плућних поља стетоскопом.

Пошто многе срчане болести могу дати плућне знаке, обично се укључује темељно испитивање срца.

## Процедуре

### Клиничке процедуре
Плућне клиничке процедуре укључују следеће плућне тестове и процедуре:
- Медицинско лабораторијско испитивање крви (тестови крви). Понекад су потребни и гасни тестови артеријске крви.
- Спирометрија, одређивање максималног протока ваздуха при датој запремини плућа мерено удисањем у наменску машину; ово је кључни тест за дијагнозу опструкције протока ваздуха.
- Тестирање плућне функције укључујући спирометрију, као што је горе описано, плус одговор на бронходилататоре, запремину плућа и капацитет дифузије, при чему је последњи мера апсорпције кисеоника у плућима
- Бронхоскопија[21] са бронхоалвеоларним испирањем (БАЛ), ендобронхијалном и трансбронхијалном биопсијом и прањем епитела
- Рендген грудног коша[22]
- ЦТ скенирање[23]
- Сцинтиграфија и друге методе нуклеарне медицине
- Позитронска емисиона томографија[24] (посебно код рака плућа)
- Полисомнографија (студије спавања[25]) која се обично користи за дијагнозу апнеје у сну

### Хируршке процедуре
Главне хируршке захвате на срцу и плућима изводи торакални хирург. Пулмолози често обављају специјализоване процедуре да би добили узорке из унутрашњости грудног коша или унутрашњости плућа. Они користе радиографске технике да виде васкулатуру плућа и срца како би помогли у дијагнози.